# DMOZ
Пројекат отвореног директоријума (енгл. The Open Directory Project, ODP), познат и као DMOZ (од directory.mozilla.org, првобитног назива домена), јест бесплатни вишејезички директоријум линкова са свих страна света. Власништво је Нетскејпа, а створила га је и одржава га заједница уредника добровољаца.
ОДП користи хијерархијску онтолошку шему за организовање листа на сајту. Листе линкова са сличном темом груписане су у категорије које даље могу садржати мање категорије са специфичнијом темом.